# Analogna nukleinska kiselina
Analogne nukleinske kiseline (ksenonukleinske kiseline, KNK) su jedinjenja koja su strukturno slična (analogna) prirodnim RNK i DNK molekulima. Ksenonukleinske kiseline se koriste u medicini i molekularno biološkim istraživanjima.
Nukleinske kiseline su lanci nukleotida, koji se sastoje od tri dela: fosfatne osnove, pentoznog šećera, bilo riboze ili dezoksiriboze, i četiri nuklobaze. Analog može da sadrži promene u bilo kojem od tih delova. Tipično analogne nukleobaze imeđu ostalog formiraju različite bazne parove i imaju različita svojstva stekovanja aromatičnih prstena. Primeri su univerzalne baze koje mogu da se upare sa sve četiri kanoničke baze, i analozi fosfatne šećerne osnove kao što su PNA, koji utiču na svojstva lanca (PNK može da formira i trostruki heliks).
Veštačke nukleinske kiseline su peptidna nukleinska kiselina (PNK), morfolino i zaključana nukleinska kiselina (LNK), kao i glikolna nukleinska kiselina (GNK) i treozna nukleinska kiselina (TNK). Svaka od njih se razlikuje od prirodne DNK i RNK po promenama osnove molekula.